# La Paranza
La Paranza es una parroquia del concejo de Siero, en el Principado de Asturias (España); y una casería de dicha parroquia. Alberga una población de 5 habitantes (INE 2011) en 8 viviendas. Ocupa una extensión de 1,31 km².
Está situada a 7 km de la capital, en la zona suroeste del concejo. Limita al norte con la parroquia de Santa Marina de Cuclillos; al este con la de Santa Marina, en el concejo de Noreña; al sur con la de Riaño, en el concejo de Langreo; y al oeste con la de Box, en el concejo de Oviedo.

## Poblaciones
Según el nomenclátor de 2011 la parroquia está formada por las poblaciones de:
- Paranza, La (casería): 5 habitantes.